# Hôtel-Dieu (Carpentras)

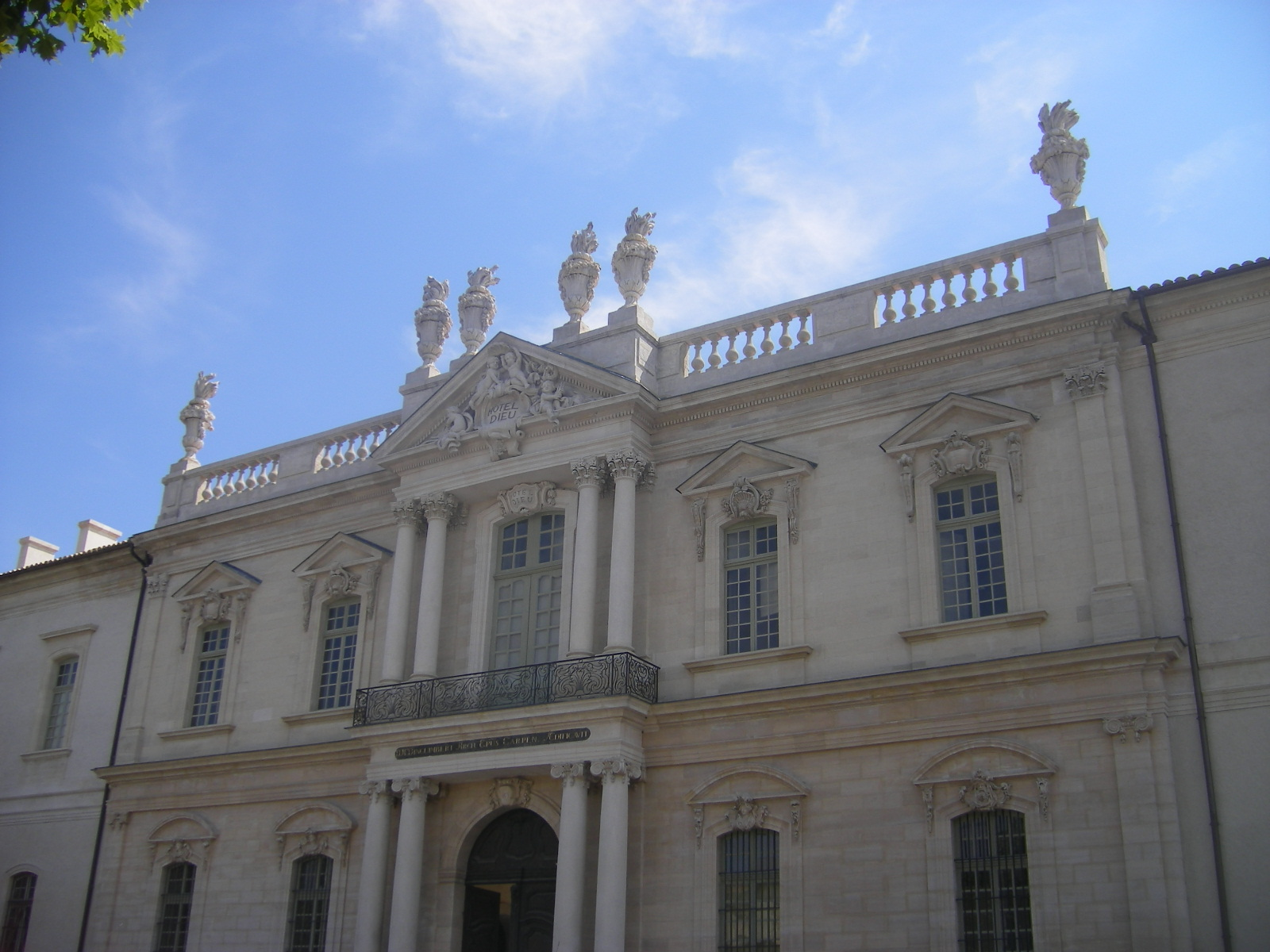
Hôtel-Dieu van Carpentras (Frankrijk)

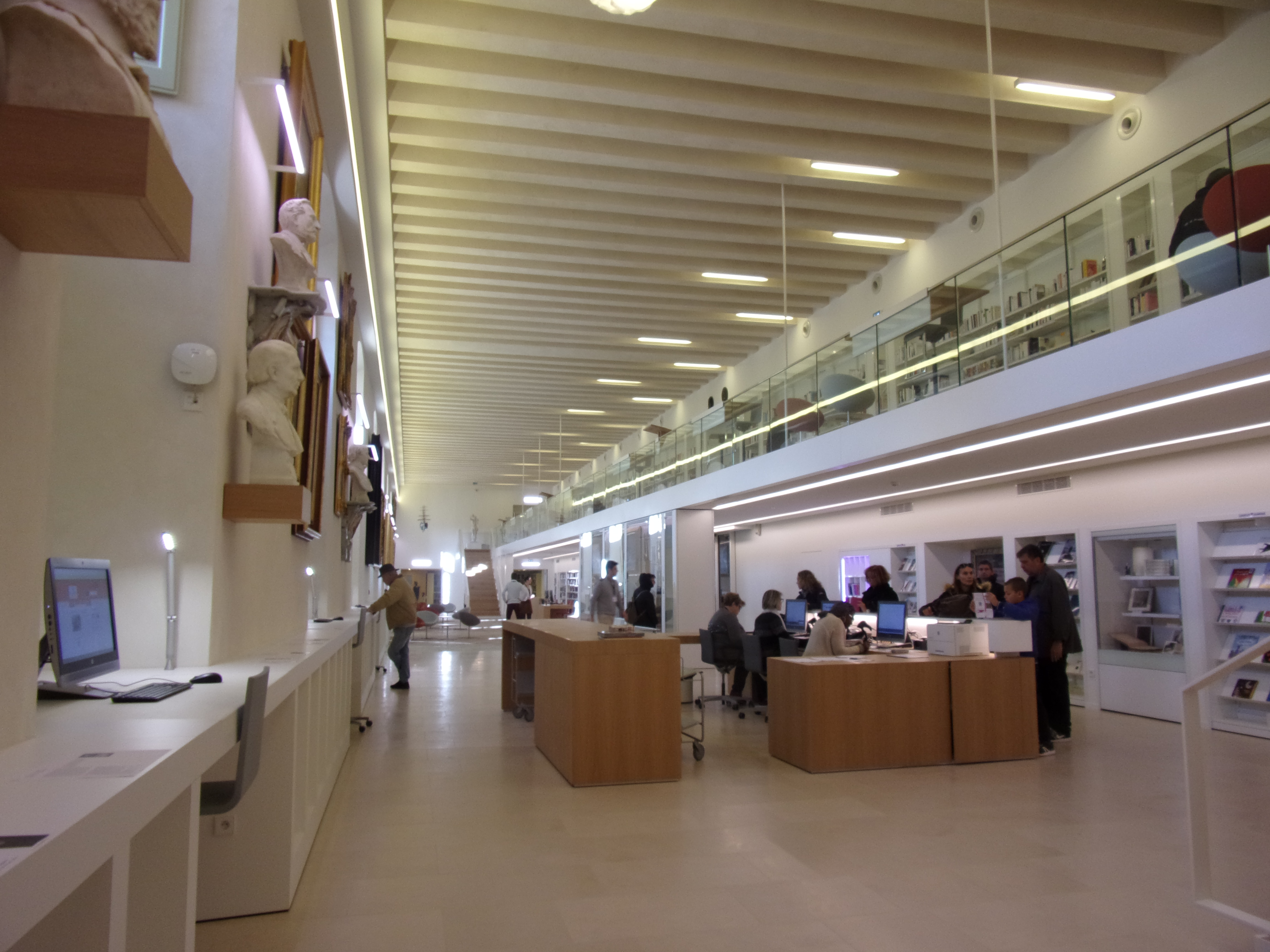
Bibliotheek-Museum L'Inguimbertine

Het Hôtel-Dieu (1762) van Carpentras was een godshuis en later een ziekenhuis (tot 2001). Het bevindt zich in het centrum van de Franse stad Carpentras, aan de Place Aristide Briand. Sinds 2001 is het Hôtel-Dieu een cultureel centrum en een mediatheek-bibliotheek met de naam L’inguimbertine, genoemd naar de bouwheer aartsbisschop d’Inguimbert. 

## Historiek
Aartsbisschop Joseph-Dominique d'Inguimbert, bisschop van Carpentras, startte de bouwwerken in 1750. Hij kocht het terrein van de kanunniken van de kathedraal. Carpentras was de hoofdstad van het pauselijk graafschap Comtat Venaissin. D'Inguimbert stelde Antoine d’Allemand uit Carpentras aan als architect. D’Allemand was ook de architect van het aquaduct van Carpentras. Kunstschilder Duplessis nam de versieringen op zich in de salons en de apotheek.
De werken duurden van 1750 tot 1760; in 1762 werden de eerste patiënten ontvangen. Het Hôtel-Dieu heeft een vierkanten bouw met binnenplaats; aan het voorplein staat een ingangspoort met daarachter een grote traphal. Er was een  apotheek, een klooster voor de zusters Augustinessen, een kapel en een salon voor ontvangsten. In de kapel staat het mausoleum voor bisschop d’Inguimbert. Op de voorgevel van het Hôtel-Dieu staan zes stenen vazen die vuurpotten voorstellen of in het Frans pots à feu.
In de loop van de 19e eeuw kon het ziekenhuis overleven dankzij schenkingen. In 1858 richtte het stadsbestuur een standbeeld op voor d'Inguimbert, op het voorplein van het Hôtel-Dieu. Sinds 1862 geniet het pand erkenning als monument historique van Frankrijk.
In 1918 kregen de zusters Augustinnessen een onderscheiding voor de verzorging van gekwetste soldaten tijdens de Eerste Wereldoorlog.
In de loop van de 20e eeuw onderging het ziekenhuis enkele renovaties. Er kwamen zalen voor radiologie, operaties, materniteit en een laboratorium werd geïnstalleerd. Nadat de zusters het pand verlieten in 1976 werd het beddenhuis uitgebreid.
In 2001 sloot het ziekenhuis de deuren. Een nieuw ziekenhuiscomplex startte op buiten de stad.
Het Hôtel-Dieu werd omgebouwd tot een cultureel centrum: films en concerten hebben er plaats. Ook wordt er jaarlijks een truffelmarkt gehouden in het poortgebouw. De oude apotheek werd gerestaureerd en maakt deel uit van een ziekenhuismuseum. Een vleugel werd ingericht als stadsbibliotheek en mediatheek. De naam van de bouwheer werd gegeven aan dit complex: Bibliothèque-Musée L’Inguimbertine.

## Foto's

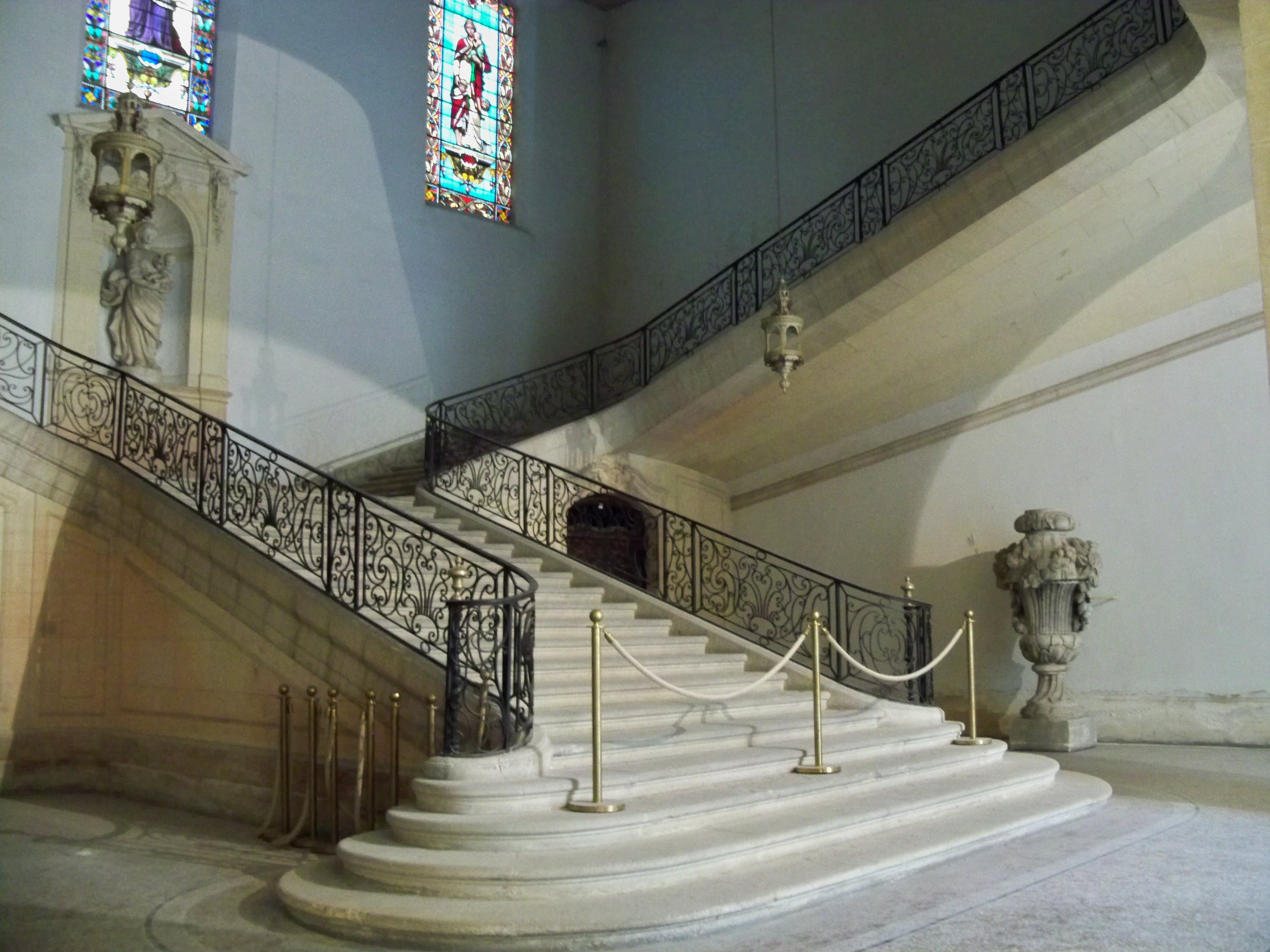
traphal
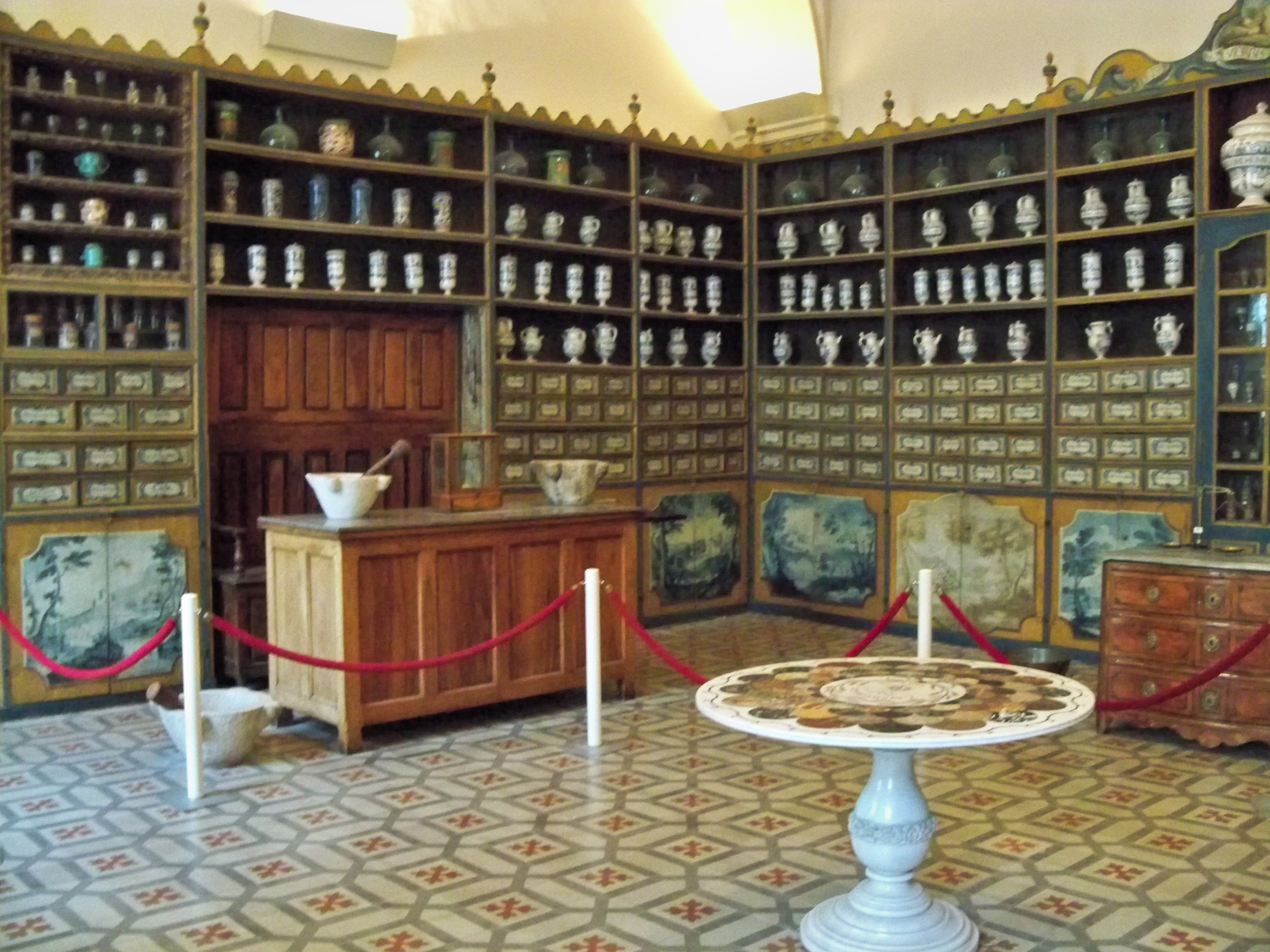
ziekenhuisapotheek
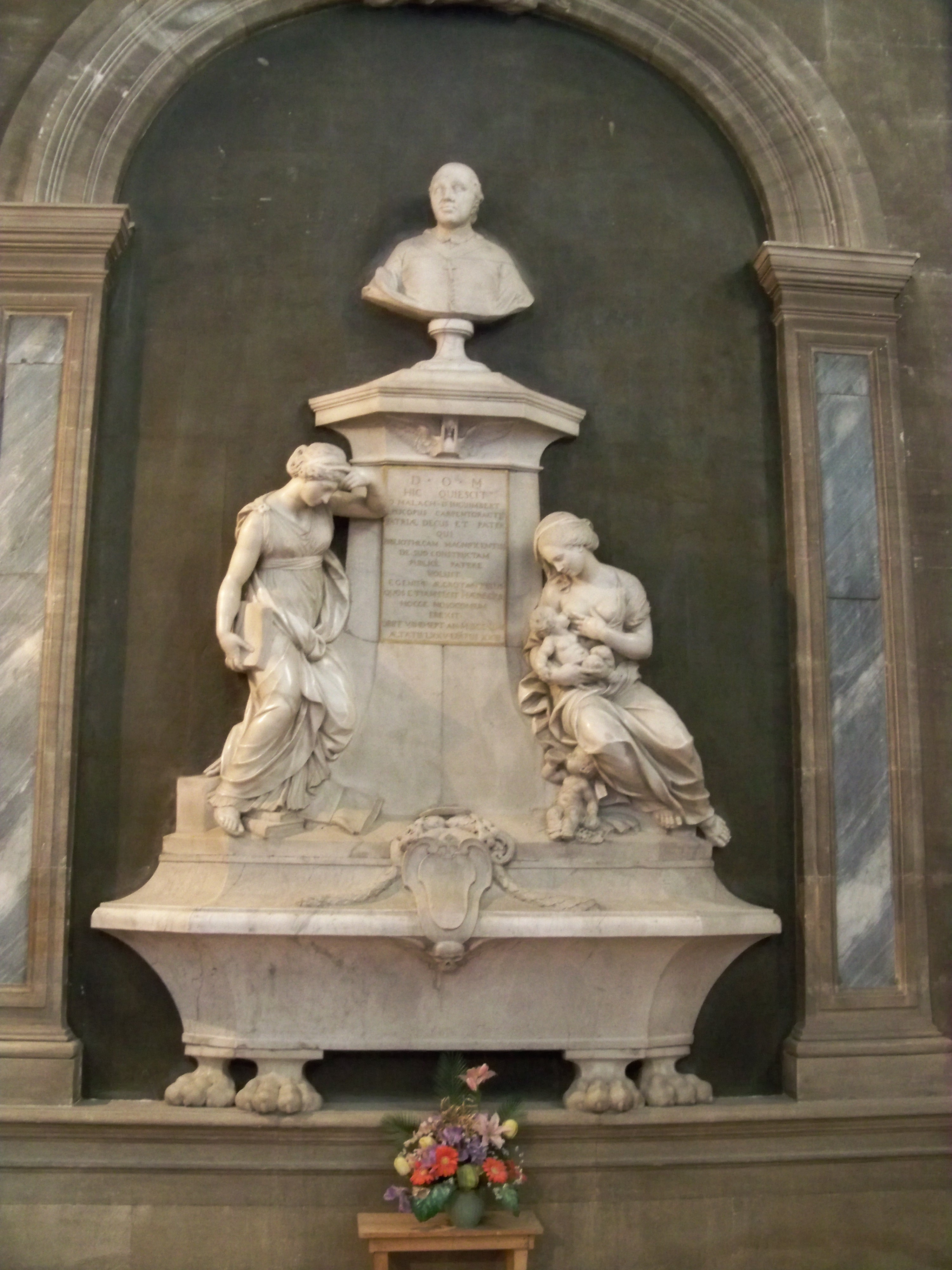
Mausoleum voor d'Inguimbert in de kapel
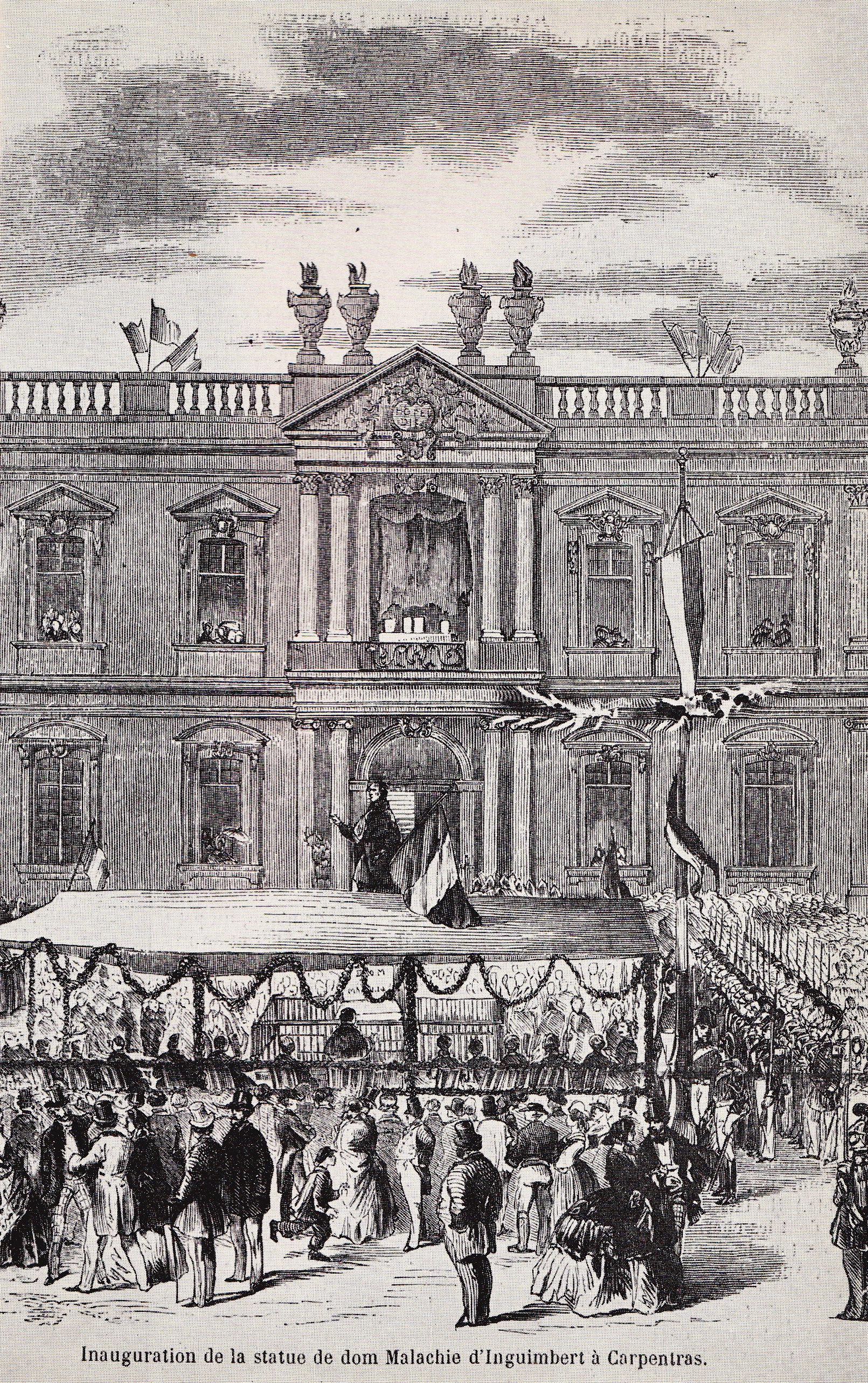
Standbeeld voor d'Inguimbert (1858)
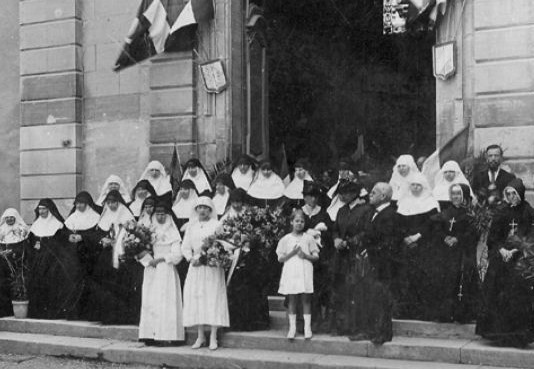
Medailles voor de zusters (1918)